# Parco nazionale della Polesia
Il parco nazionale della Polesia (in polacco Poleski Park Narodowy) è un parco nazionale situato nel voivodato di Lublino, in Polonia orientale, nella parte polacca della regione storica della Polesia. Istituito nel 1990 su un'area di 48,13 km², si estende su varie zone umide protette preesistenti: la palude di Durne (Durne Bagno), il lago Moszne (Jezioro Moszne), il lago Długie (Jezioro Długie) e la torbiera di Orłowskie (Torfowisko Orłowskie). Nel 1994 la sua superficie venne incrementata con l'aggiunta della palude di Bubnów (Bagno Bubnów), un terreno paludoso adiacente al parco. Attualmente, il parco occupa una superficie di 97,62 km², di cui 47,8 km² occupati da foresta e 20,9 km² da acqua e terreni incolti.
L'idea di creare un parco nazionale nel settore polacco della Polesia risale al 1959. Negli anni successivi vennero istituite qui alcune riserve e nel 1982 il governo annunciò la creazione del Poleski Park Krajobrazowy (parco paesaggistico della Polesia). Attualmente, anche se la Polesia presenta infrastrutture abbastanza ben sviluppate, il parco è raramente visitato dai turisti.
Il parco nazionale e le zone adiacenti formano la riserva della biosfera della Polesia occidentale, designata dall'UNESCO nel 2002. Oltre il confine orientale del parco, sul lato ucraino, si trova il parco naturale nazionale di Šac'k. Il parco è protetto anche ai termini della Convenzione di Ramsar come zona umida di importanza internazionale.

## Storia

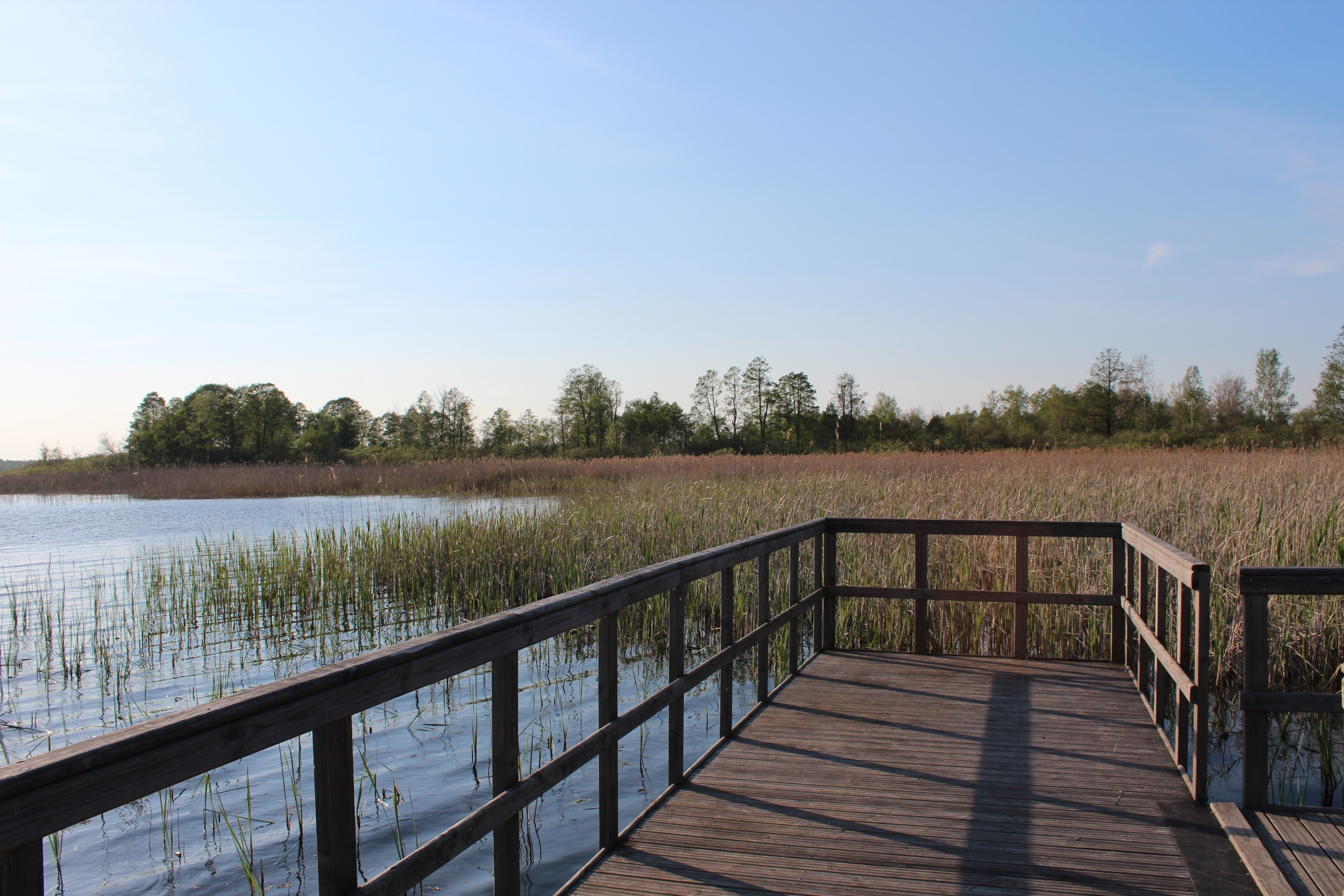
Il lago Łukie, con il sentiero di Spławy.

Dopo l'invasione della Polonia, la Germania nazista progettò di istituire una «riserva ebraica» nell'area su cui si estende attualmente il parco nazionale della Polesia, caratterizzato da un territorio paludoso. Ad Adolf Eichmann venne assegnato il compito di trasferire tutti gli ebrei della Germania, dell'Austria e del Protettorato di Boemia e Moravia in questa riserva. Il primo piano da attuare a breve termine era quello di concentrare gli ebrei intorno a Nisko. Le deportazioni ebbero inizio nell'ottobre 1939. Il «Piano Nisko», inizialmente inteso come un mezzo per rimuovere 80000 ebrei dal cosiddetto Grande Reich tedesco, venne abbandonato nell'aprile 1940. A quel punto, erano già stati deportati in quest'area 95000 ebrei, provenienti principalmente dalla Polonia. Essi erano stati costretti a lavorare nei campi della RSHA al Generalplan Ost. A metà ottobre, tuttavia, venne ripresa l'idea della «riserva ebrea». L'attuazione del programma originario proseguì fino al gennaio 1941 sotto Globočnik, con il reinsediamento nella regione sia di ebrei che di polacchi. Vennero creati circa 51 campi, ma l'ulteriore piano per deportare fino a 600000 ebrei in più nella riserva di Lublino fallì a causa di motivi logistici. Ciononostante, in meno di due anni l'intero distretto si sarebbe prestato all'assassinio industrializzato di centinaia di migliaia di ebrei durante l'Operazione Reinhard.

## Geografia
Il parco sorge nella regione dei laghi di Łęczna-Włodawa (Pojezierze Łęczyńsko-Włodawskie). A sud, confina con l'altopiano di Lublino, a nord con la regione della Podlachia e ad ovest con la Masovia. Alcuni settori della foresta presentano un aspetto simile a quello della tundra, una caratteristica unica nell'Europa continentale, ma proprio della Siberia. Il terreno del parco è pianeggiante, con numerosi laghi e torbiere.

## Flora e fauna

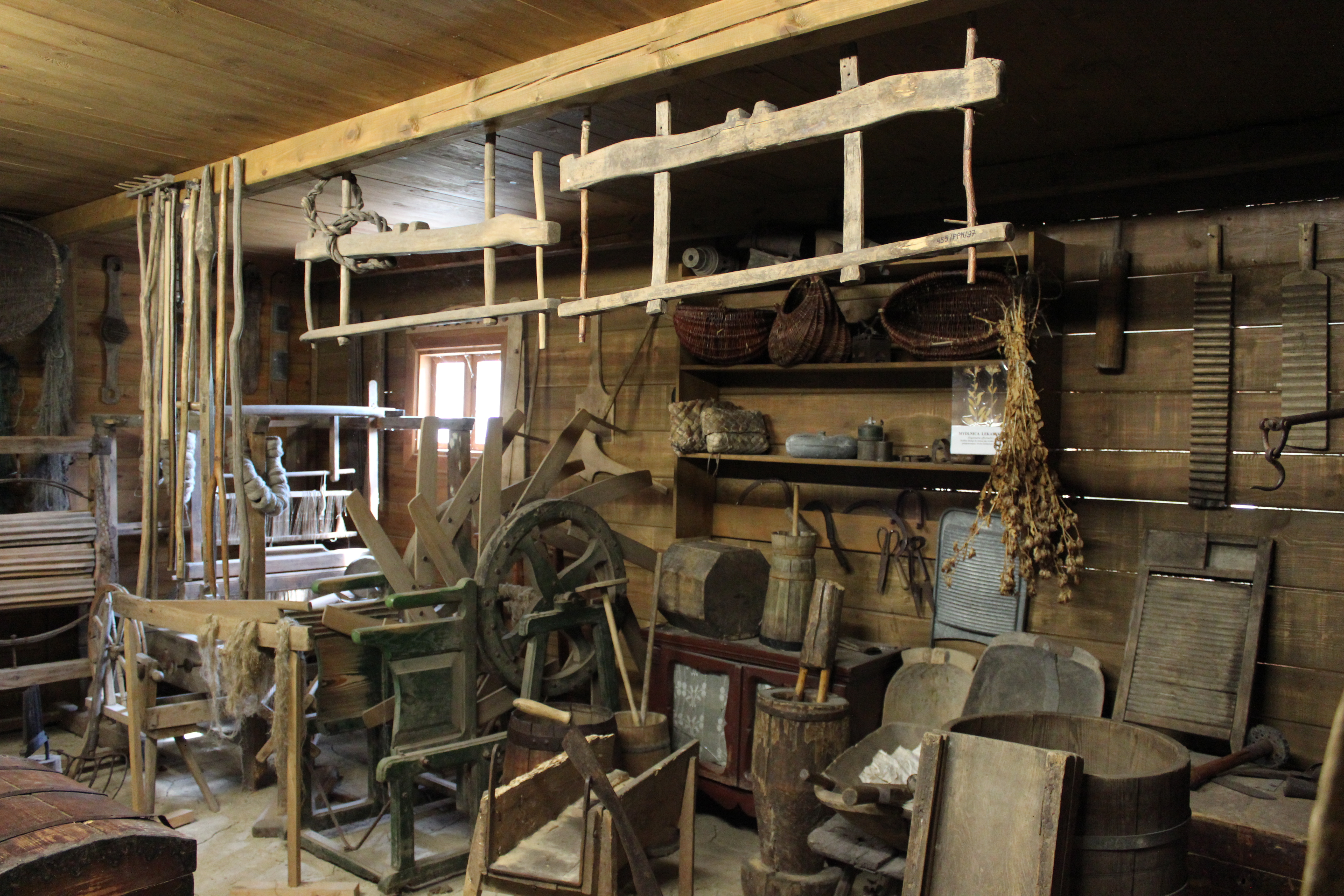
Il centro culturale con il museo.

La maggior parte dei rappresentanti del mondo vegetale è costituita da specie boreali, tipiche di altre zone dell'Europa settentrionale, ma sono presenti anche alcune specie atlantiche, in quanto l'area si trova al confine tra queste due importanti regioni floristiche. Particolarmente ricco di specie vegetali è il Bagno Bubnów. La fauna è numerosa, e comprende 21 specie di pesci, 12 di anfibi, 6 di rettili e fino a 150 di uccelli (tra cui diverse specie di aquile in via di estinzione). Delle 35 specie di mammiferi, si possono segnalare lontre, alci, castori e pipistrelli.
Gli ecosistemi delle paludi e delle torbiere, che dominano il paesaggio del parco, sono particolarmente delicati e possono essere facilmente danneggiati da numerosi fattori esterni. Alcuni danni furono provocati dal prosciugamento delle paludi, avvenuto principalmente durante la seconda guerra mondiale, quando l'area divenne il nucleo del «Piano Nisko» nazista. Tuttavia, la minaccia più importante per le creature del parco è la sua vicinanza al bacino carbonifero di Lublino, che si trova a meno di due chilometri dall'area protetta.
All'interno del parco si trova la «palude di Bubnow», un'area di importanza ornitologica minacciata.

## Importanza culturale
Nel villaggio di Załucze Stare si trova un centro culturale con un museo, nonché una piccola mostra di carattere scientifico, annessa ad un rifugio per animali feriti.